# دیستریتو ناسیونال
دیستریتو ناسیونال (به لاتین: Distrito Nacional) یک استان در جمهوری دومینیکن است.
مساحت این استان ۱۰۴٫۴۴ کیلومتر مربع و جمعیت آن در سال ۲۰۱۴ میلادی ۱٬۴۰۲٬۷۴۹ نفر می‌باشد.